# Krupp (familie)

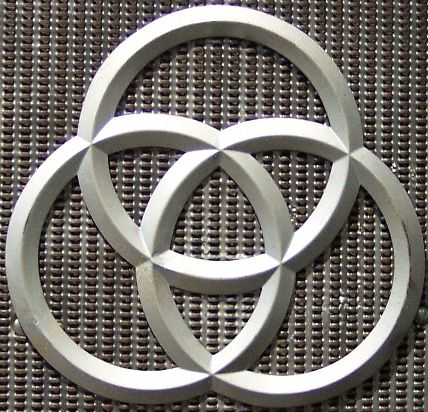
De drie ringen waren het symbool van Krupp. Tegenwoordig zijn ze onderdeel van het ThyssenKrupp-logotype.

De familie Krupp is een Duitse familie uit Essen, die bekendheid kreeg vanwege haar bezit van een conglomeraat van kolen, staal- machine en wapenbedrijven dat een van de grootste van Europa is geworden. De wortels van het bedrijf gaan terug tot begin 18e eeuw. Het heet als gevolg van fusie tegenwoordig ThyssenKrupp AG. 

## Overzicht
Friedrich Krupp (1787–1826) begon in 1811 met het werk in de metaalindustrie middels de bouw van een kleine fabriek in Essen. Zijn zoon Alfred (1812–87) - ook bekend als "de Kanonnenkoning" of als "Alfred de Grote" - investeerde sterk in nieuwe technologieën en maakte van het bedrijf een grote producent van spoorwegmaterieel. Hij verkreeg ook veel mijnen in Duitsland en Frankrijk. Hij investeerde in gesubsidieerde huizen voor zijn arbeiders en begon een programma voor gezondheids- en pensioenregelingen. Het bedrijf begon in de jaren 40 van de 19e eeuw met de productie van kanonnen, vooral voor de legers van Rusland, het Ottomaanse Rijk  en Pruisen. Al snel ging het bedrijf zich geheel toeleggen op de productie van wapens. Tegen het einde van de negentiende eeuw besloeg de wapenproductie 50% van de gehele productie van Krupp. Tegen deze tijd was de onderneming uitgegroeid van een klein fabriekje met vijf werknemers tot het grootste bedrijf ter wereld.
In de 20e eeuw werd het bedrijf geleid door Gustav Krupp von Bohlen und Halbach (1870–1950), die de achternaam Krupp aannam na het huwelijk met Bertha Krupp. Toen Adolf Hitler in 1933 aan de macht kwam, was Krupp de belangrijkste producent van wapens voor het Duitse leger. In 1943 werd de leiding overgenomen door Alfried Krupp von Bohlen und Halbach (1907–67). De jonge Alfried nam de leiding over van een bedrijf dat wapens produceerde daarbij deels gebruikmakende van dwangarbeiders uit landen die Duitsland veroverd had. Alfried werd na de oorlog ter gelegenheid van de vervolgprocessen van het Neurenberg tribunaal veroordeeld voor plundering in de door Duitsland bezette gebieden en het gebruikmaken van dwangarbeid en kreeg daarvoo 12 jaar gevangenisstraf, maar werd al in 1953 na 3 jaar weer vrijgelaten. 
In 1999 fuseerde het bedrijf met zijn grootste concurrent, Thyssen AG.

## Geschiedenis van de familie

### Vroege geschiedenis
De eerste historische bronnen van de familie Krupp dateren uit 1587, toen Arndt Krupp lid werd van een handelsgilde in Essen. Arndt was een handelaar afkomstig uit het tegenwoordige Nederlandse gedeelte van het Hertogdom Gelre, die zich in de stad vestigde net voordat daar de pest uitbrak. Hij verdiende veel geld door eigendommen op te verwerven van families die vanwege de pest de stad verlieten. Toen hij stierf, nam zijn zoon Anton de activiteiten van zijn vader over. 
Midden 18e eeuw leidde Friedrich Jodocus Krupp, Arndts achter-achterkleinzoon, de Krupp-familie. In 1751 trouwde hij met Helene Amalie Ascherfeld. Jodocus stierf zes jaar later, waarna zijn weduwe de zaak voortzette. Zij breidde de activiteiten uit met een kolenmijn en ijzersmederij.

### Friedrichs tijdperk
In 1807 begon de grondlegger van de moderne Krupp-firma, Friedrich Krupp, aan zijn commerciële carrière. Hij werd door de weduwe Krupp aangewezen als manager van de smederij. Friedrichs vader, de zoon van de weduwe, was elf jaar eerder gestorven, waarna Friedrich door zijn grootmoeder was opgevoed. Friedrich bleek echter te ambitieus en al snel ging de smederij failliet.
In 1810 stierf zijn grootmoeder en erfde Friedrich het gehele familiefortuin. Hij besloot zich hiermee toe te leggen op het ontdekken van het geheim van smeltkroesstaal. Dit staal werd tot dusver alleen in het Verenigd Koninkrijk gemaakt en niemand op het Europese continent kende precies het productieproces erachter omdat de Britten dit streng geheimhielden. Toen de Britten de handel met Europa verbraken, bood Napoleon Bonaparte een groot geldbedrag aan degene die het geheim kon achterhalen. In 1811 richtte Friedrich de 'Krupp Gusstahlfabrik' op. Al snel ontdekte hij dat er een grote fabriek met een krachtbron voor nodig zou zijn om smeltkroesstaal te maken, dus bouwde hij een molen in Essen. Hij besteedde veel tijd en geld aan het bedrijf en negeerde de andere industrieën die zijn familie bezat. In 1816 werden zijn inspanningen beloond en produceerde hij voor het eerst smeltkroesstaal.

### Alfreds tijdperk

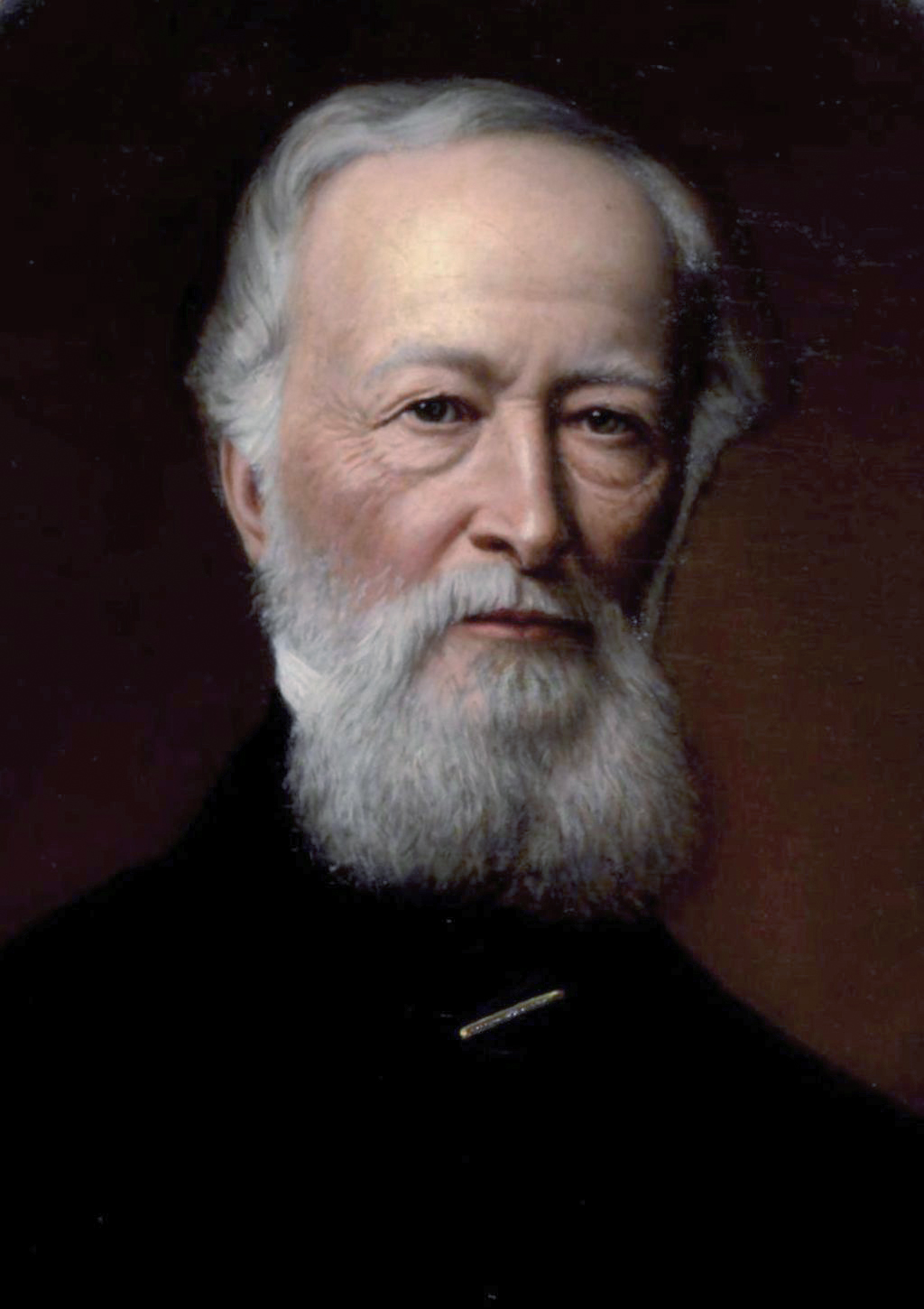
Alfred Krupp

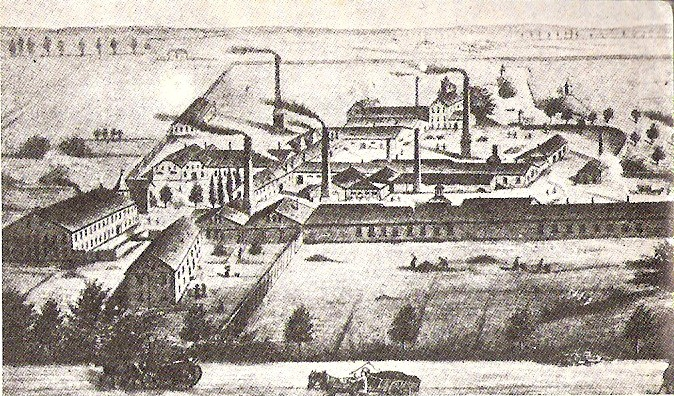
Krupp fabrieken in 1852

Alfred Krupp (geboren als Alfried Felix Alwyn Krupp), zoon van Friedrich Carl, werd geboren in Essen. Toen Friedrich in 1826 stierf en zijn vrouw de zaak overnam, moest Alfred op zijn veertiende de school verlaten en zich gaan focussen op zijn latere baan als leider van het bedrijf. De productie van smeltkroesstaal stond echter nog in de kinderschoenen en zeker de eerste vijftien jaar was het voor Alfred lastig het bedrijf draaiende te houden.
In 1841 leverde zijn uitvinding van de spoon-roller genoeg geld op om de fabriek uit te breiden. In 1847 maakte hij zijn eerste kanon van smeltkroesstaal. Op de Grote Tentoonstelling van Londen in 1851 demonstreerde hij dit kanon.
Hierna ging het snel beter met het bedrijf. In 1851 deed Alfred nog een uitvinding voor het maken van spoorwegmaterieel, namelijk het naadloze spoorwiel. Dit ziet men ook terug in het logo van Krupp dat bestaat uit een stel ringen die afgeleid zijn van spoorwielen. Ook kwam de productie van kanonnen goed op gang. Krupp zag zelf meer in achterladers dan voorladers, vooral daar deze een stuk nauwkeuriger waren. Dit idee sloeg echter niet aan bij de Duitsers, tot na de Frans-Duitse Oorlog.
Toen Alfred stierf in 1887 had zijn bedrijf 20.200 mensen in dienst. Alfred liet speciale “koloniën” aanleggen voor zijn werknemers en hun families, met parken en scholen. Hij zorgde ook voor sociale voorzieningen. Hij eiste wel een grote mate van loyaliteit van zijn werknemers.

### Friedrich Alfreds tijdperk

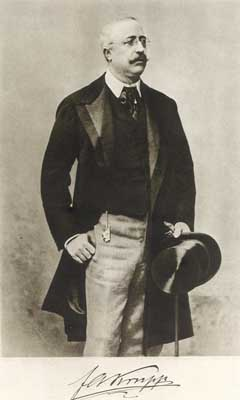
Friedrich Alfred Krupp, 1900.

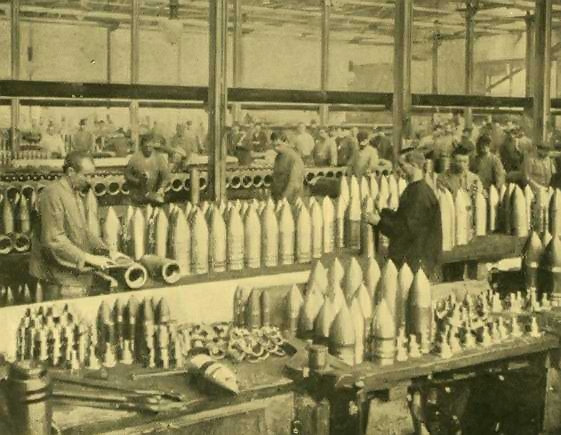
Arbeiders in 1905.

Na Alfreds dood in 1887 nam zijn enige zoon, Friedrich Alfred, het werk over. Hij leek vooral qua persoonlijkheid sterk op zijn vader. 'Fritz' was een filantroop, iets wat zeldzaam was onder industriële leiders in het Ruhrgebied. Zoals gebruikelijk in zijn tijd beschouwde hij eugenetica als een goede zaak en steunde de studie naar eugenetica.
Friedrich Alfred hield er op industrieel gebied andere ideeën op na dan zijn vader. Hij had nauwe banden met Wilhelm II van Duitsland. Onder zijn leiding breidde de markt van Krupp zich uit over de wereld. Tevens autoriseerde hij de ontwikkeling van nieuwe producten, zoals Hiram Maxims machinegeweer. Ook het programma dat uiteindelijk leidde tot de Duitse U-Boot vloot begon onder Alfreds leiding.
Alfred had twee dochters: Bertha Krupp (1886-1957) en Barbara (1887-1972). Hij hield ervan om op het eiland Capri te verblijven, waar hij een villa bouwde en biologisch onderzoek deed. In 1902 raakten hij en de schilder Christian Wilhelm Allers betrokken bij een pederastie-schandaal. In de nasleep van dit schandaal stierf Alfred aan een beroerte, hoewel zelfmoord niet wordt uitgesloten.

### Gustavs tijdperk
Na de dood van Fritz erfde zijn dochter Bertha het bedrijf. Het was destijds wettelijk niet mogelijk dat een vrouw een bedrijf zou leiden, dus regelde Wilhelm II een huwelijk tussen Bertha en Gustav von Bohlen und Halbach en kreeg keizerlijke toestemming de achternaam Krupp te dragen. Hij kon die naam overdragen aan zijn oudste zoon, maar niet aan zijn andere kinderen.
Gustav leidde het bedrijf door de Eerste Wereldoorlog, waarin de fabriek zich vrijwel geheel richtte op wapenproductie. In 1918 werd Gustav vanwege zijn steun aan de Keizer beschuldigd van oorlogsmisdaden, maar tot een rechtszaak kwam het niet.
Na de oorlog moest Gustav de wapenproductie stopzetten en zich meer richten op alledaagse producten. Hij deed dit onder de slogan "Wir machen alles!" (wij maken alles!). Tijdens de Franse bezetting van het Ruhrgebied in 1923 werd Gustav gearresteerd voor het niet opvolgen van Franse bevelen. Dit gaf hem in Duitsland de status van nationale held. Tijdens de Weimarrepubliek was Krupp diep betrokken bij de schending van de Vrede van Versailles door de Reichswehr. In het geheim hield  hij zich toch weer bezig met wapenproductie.
Gustav stond sceptisch tegenover Hitler en de nazi’s en berispte zijn zoon Alfried toen deze voor de Nazis boog. Enige tijd nadien heeft Gustav vanwege toenemende dementie zijn werkzaamheden  gestaakt, hetgeen voor de geallieerden na de oorlog aanleiding was hem in tegenstelling tot zijn zoon niet te vervolgen.

### Alfrieds tijdperk
Alfried Krupp von Bohlen und Halbach erfde het bedrijf in 1943. Net als vele andere Duitsers steunde hij na aanvankelijke aarzeling nazi-Duitsland, waar niet iedereen binnen de familie het mee eens was. Hij bestuurde het bedrijf tijdens vrijwel de hele Tweede Wereldoorlog. Het bedrijf is na de oorlog door de geallieerde geconfisqueerd, waaronder het vermogen van Alfried, en enige tijd na zijn gevangenschap weer teruggegeven. Tijdens het Wirtschafstunder is het bedrijf door zijn toedoem weer tot grote bloei gebracht, rond 1960 waren er circa 300.000 werkzaam een aantal waar waarschijnlijk geen ander bedrijf ter wereld zich mee kon meten

### Einde van de dynastie
Alfrieds enige kind was zijn zoon, Arndt von Bohlen und Halbach (1938-1986) die min of meer gedwongen afstand deed van de erfopvolging binnen het familiebedrijf dat vervolgens in een stichting werd ondergebracht. Ondanks de enorme financiële waarde van het bedrijf ontving Arndt als tegenprestatie ‘slechts’ twee miljoen DM als jaarlijkse uitkering. Arndt was ook niet langer gerechtigd de naam Krupp te dragen. Uit het huwelijk van Arndt zijn geen kinderen geboren. Hij is op 48 jarige leeftijd in 1986 overleden en was de laatste Krupp. 

## Noot
1. ↑  (en) Friedrich Krupp, Therese Krupp. thyssenkrupp.com. Gearchiveerd op 5 september 2023. Geraadpleegd op 28-10-2022.
2. ↑  'Die Technik der Vorzeit, der geschichtlichen Zeit und der Naturvölker', Franz Maria Feldhaus, pag. 350
3. ↑  Hunnicutt, Alex, Krupp, Friedrich Alfred. glbtq.com (2004). Geraadpleegd op 16 augustus 2007.